# Tempesta di sabbia

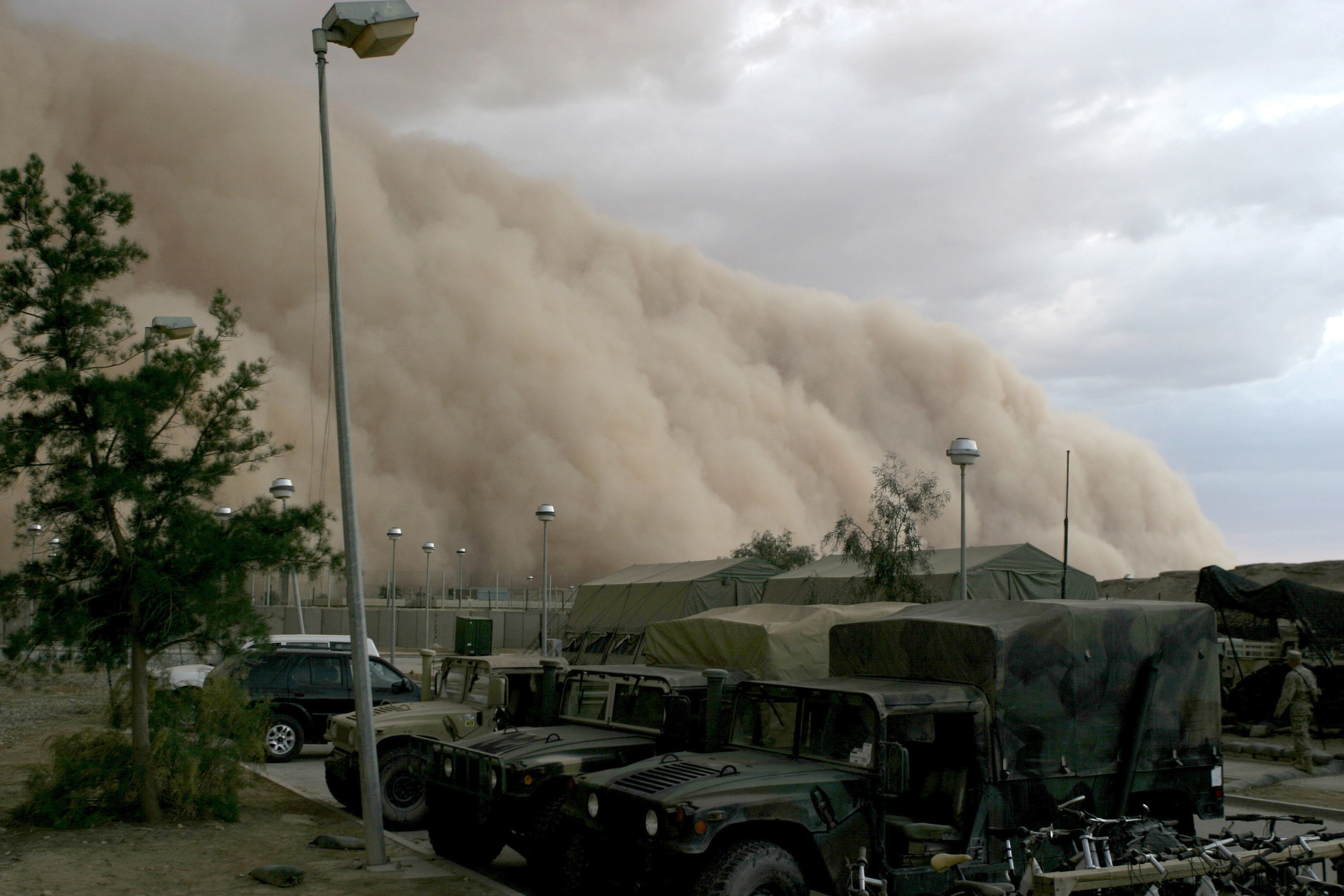
Tempesta di sabbia in Iraq

Per tempesta di sabbia s'intende un fenomeno meteorologico comune nelle regioni aride e semi-aride. Le tempeste di sabbia nascono quando forti raffiche di vento soffiano e sollevano la sabbia da una superficie asciutta. Il Sahara e le terre aride attorno alla penisola araba sono le principali sorgenti terrestri di tempeste di sabbia, ma si formano anche in Iran, Pakistan, India, Cina e Australia. Alcune tempeste di sabbia hanno colpito altre regioni del pianeta come nel caso del Dust Bowl.

## Descrizione

### Cause
Quando la forza del vento passa sopra le particelle di sabbia, queste ultime iniziano a vibrare, successivamente "saltarono". Come le particelle rotolano sul terreno, allentano e rompono particelle più piccole di polvere che poi cominciano a viaggiare in sospensione.
Uno studio del 2008 rileva che i salti iniziali delle particelle di sabbia, a causa dell'attrito, producono un campo elettrico statico.
La siccità e il vento contribuiscono alla nascita di tempeste di sabbia, così come l'agricoltura povera e pratiche di pascolo.
L'agricoltura delle zone aride è anche un'altra causa di tempeste di sabbia, dato che i contadini delle zone aride dipendono dalle piogge per innaffiare le colture, e si impegnano in lavori di mantenimento dell'umidità nel terreno. Queste pratiche rendono l'agricoltura delle zone aride vittime di tempeste di sabbia. Questi metodi vengono utilizzati dagli agricoltori nella parte orientale di Washington, nelle regioni aride.

### Effetti fisici e ambientali
Una tempesta di sabbia può spostare enormi quantità di sabbia, tanto che il bordo avanzante può apparire come un gigantesco solido muro di polvere, che può arrivare ad un chilometro e mezzo d'altezza.
Il deserto del Sahara è una fonte di tempeste di sabbia, in particolare la depressione di Bödele e un'area che copre la confluenza di Mauritania, Mali e Algeria.
In Mauritania ci sono state solo due tempeste di sabbia nel 1960, ma attualmente, in un anno, ce ne sono circa 80, secondo Andrew Goudie, professore di geografia all'Università di Oxford. I livelli di sabbia sahariana venuta fuori dalla costa orientale dell'Africa nel mese di giugno 2007 erano cinque volte quelli osservati nel giugno 2006, ed erano i più alti osservati dal 1999, abbastanza per raffreddare le acque dell'Atlantico sufficientemente per l'attività degli uragani alla fine del 2007.